# Liste d'artistes et de groupes de musique chrétienne contemporaine
Cet article présente une liste d'artistes et de groupes de musique chrétienne contemporaine, classés par ordre alphabétique.

## Liste
| Avalon,                  | États-Unis  |
| BarlowGirl               | États-Unis  |
| Jeremy Camp              | États-Unis  |
| Steven Curtis Chapman,   | États-Unis  |
| Casting Crowns,          | États-Unis  |
| DC Talk                  | États-Unis  |
| Delirious?               | Royaume-Uni |
| Colton Dixon             | États-Unis  |
| Family Force 5           | États-Unis  |
| Kirk Franklin            | États-Unis  |
| Glorious                 | France      |
| Danny Gokey              | États-Unis  |
| Amy Grant,               | États-Unis  |
| Keith Green              | États-Unis  |
| Hawk Nelson              | Canada      |
| Brandon Heath            | États-Unis  |
| Hillsong United,         | Australie   |
| Katy Hudson,             | États-Unis  |
| Tim Hughes               | Royaume-Uni |
| Jars of Clay,            | États-Unis  |
| KJ-52                    | États-Unis  |
| Kutless,                 | États-Unis  |
| Mandisa                  | États-Unis  |
| Needtobreathe            | États-Unis  |
| Britt Nicole,            | États-Unis  |
| Twila Paris              | États-Unis  |
| Sandi Patty              | États-Unis  |
| Petra,                   | États-Unis  |
| Les Prêtres              | France      |
| Matt Redman              | Royaume-Uni |
| Relient K                | États-Unis  |
| Sanctus Real             | États-Unis  |
| Aaron Shust              | États-Unis  |
| Sixpence None the Richer | États-Unis  |
| Skillet,                 | États-Unis  |
| Michael W. Smith,        | États-Unis  |
| Rebecca St. James        | Australie   |
| Stryper                  | États-Unis  |
| Switchfoot,              | États-Unis  |
| John Michael Talbot      | États-Unis  |
| Third Day,               | États-Unis  |
| Thousand Foot Krutch,    | Canada      |
| TobyMac                  | États-Unis  |
| Chris Tomlin,            | États-Unis  |
| Grégory Turpin           | France      |
| Underoath                | États-Unis  |
| Chris Willis             | États-Unis  |
| Hopen                    | France      |
| Jubilate Pop Louange     | France      |